# Пестичевское
Пестичевское (укр. Пестичевське) — село,
Риговский сельский совет,
Лохвицкий район,
Полтавская область,
Украина.
Код КОАТУУ — 5322685803. Население по переписи 2001 года составляло 26 человек.

## Географическое положение
Село Пестичевское находится на расстоянии в 2,5 км от села Риги.
По селу протекает пересыхающий ручей с запрудой.
Рядом проходит автомобильная дорога Р-60.

## История
- 1918 — дата основания как хутор Барвенский.
- 1959 — переименовано в село Пестичевское.